# O, hur skönt i livets vår att få älska Gud
O, hur skönt i livets vår att få älska Gud är en sång från 1903 med text och musik av Otto Lundahl.

## Publicerad i
- Frälsningsarméns sångbok 1929 som nr 571 under rubriken "Speciella sånger - Ungdomen".
- Musik till Frälsningsarméns sångbok 1930 som nr 571.
- Frälsningsarméns sångbok 1968 som nr 693 under rubriken "Barn och ungdom".
- Frälsningsarméns sångbok 1990 som nr 587 under rubriken "Erfarenhet och vittnesbörd".